# PGC 23
PGC 23 es una galaxia supergigante de tipo elíptica localizada en la constelación de Piscis

## Información y observación
Debido a su velocidad de recesión de 11.365 kilómetros por segundo y su distancia de 500 millones de años luz, esta galaxia es supergigante, ya que mide 200.000 años luz de tamaño. 
Su magnitud es +15, por lo que se necesitan grandes aparatos para poder atisbarla. En un campo de 12 minutos de arco, se puede apreciar junto con PGC 1086746 y PGC 21.